# Depot von Milzau
Das Depot von Milzau (auch Hortfund von Milzau) ist ein Depotfund der frühbronzezeitlichen Aunjetitzer Kultur (2300–1550 v. Chr.) aus Milzau, einer Ortschaft von Bad Lauchstädt im Saalekreis (Sachsen-Anhalt). Der Großteil des Depots befand sich ursprünglich im Landesmuseum für Vorgeschichte in Halle (Saale) und wurde später dem Museum für Deutsche Geschichte in Berlin übereignet, ein kleiner Teil verblieb in Privatbesitz.

## Fundgeschichte
Das Depot wurde um 1925 beim Pflügen auf dem „Kleinen Feld“, nördlich des ehemaligen Guts Unterkriegstedt, das zum Milzauer Ortsteil Burgstaden gehört, gefunden.

## Zusammensetzung
Das Depot besteht aus 21 Bronzegegenständen: zwei zungenförmige Barren, zwei Rohguss-Halsringbarren, zwei Bruchstücke von Halsringbarren, ein rundstabiger Ösenhalsring, ein Bruchstück eines Ösenhalsrings, sieben Randleistenbeile, zwei Bruchstücke von Randleistenbeilen und vier kleine dreieckige Dolchklingen. Die Dolchklingen weisen sechs, vier und drei Nietlöcher auf. Die Klinge mit drei Nieten besitzt eine dreieckige Heftplatte. Die Klinge mit sechs Nieten weist an der Basis ein Dekor aus einem Linienbanddreieck mit Tannenzweigmuster auf.
Ein Ösenhalsring, ein Beil und eine Dolchklinge verblieben in Privatbesitz, der Rest des Depots kam nach Halle und später nach Berlin.